# Henrik Gottlieb
Henrik Gottlieb, född 1953 i Köpenhamn i Danmark, är en dansk lingvist och översättningsforskare, som är mest känd för sitt arbete inom medieöversättning.

## Utbildning och karriär
Efter avslutad skolgång 1971 arbetade han som undertextare för danska public service-företaget Danmarks Radio och TV 2 (Danmark) på 1980- och 1990-talen. Senare studerade han vid Köpenhamns universitet där han tog sin masterexamen 1991 med den prisbelönta avhandlingen med titeln Tekstning - Synkron billedmedieoversættelse (Undertextning - synkron medieöversättning) Han arbetade sedan som forskarassistent vid Köpenhamns universitet och disputerade 1998 med en avhandling med titeln Subtitles, Translation & Idioms. Även medan han gjorde akademisk karriär, höll han fortfarande kontakten med TV-världen och arbetade som forskningskonsult på  undertextningsavdelningen på Danmarks Radio i Köpenhamn.

## Inflytande
Gottlieb arbetade som lärare vid Köpenhamns universitet och andra lärosäten i många år och inspirerade en generation av undertextare och forskare. Han var chefredaktör för Perspectives: Studies in Translation Theory and Practice i början av 2000-talet och sitter fortfarande i redaktionen för  tidskriften. Han är en av grundarna av ESIST, European Association for Studies in Screen Translation tillsammans med Jan Ivarsson och andra. Bland hans mer inflytelserika verk inom medieöversättning är de tidigare nämnda Subtitles, Translation & Idioms och även Screen Translation: Eight Studies in Subtitling, Dubbing and Voice-Over.